# Stanisław Szczęsnowicz
Stanisław Szczęsnowicz (ur. 13 kwietnia 1867 w Augustowie, zm. 24 marca 1944 w Łomży) – polski duchowny rzymskokatolicki, polityk, poseł na Sejm Ustawodawczy w latach 1919-1922, działacz regionalny związany z rejonem Suwalszczyzny.

## Życiorys

### Wczesne lata
Urodził się 13 kwietnia 1867. Jego rodzicami byli Paulina z domu Górska i Wincenty. Początkowo pobierał nauki w domu, a następnie w szkole przyklasztornej misyjnej w Augustowie. Od 1880 roku uczył się w suwalskim gimnazjum, a po ukończeniu czterech klas w 1885 roku wstąpił do Seminarium Duchownego w Sejnach. Wyświęcony został 24 czerwca 1890 w Sejnach. Po święceniach pracował jako wikariusz w parafiach w Suwałkach i Małym Płocku, a następnie jako proboszcz w Wiżajnach i od 1903 w Bakałarzewie.

### Dorosłe życie
W parafii w Bakałarzewie pracował od 25 października 1903 do 26 grudnia 1914. Od początku działalności zaskarbił sobie sympatię lokalnego społeczeństwa przeciwdziałając pijaństwu i przemytowi alkoholu z Prus Wschodnich. W 1910 Szczęsnowicz został mianowany honorowym kanonikiem kapituły sejneńskiej. Ksiądz Stanisław Szczęsnowicz prowadził przygotowania do budowy kościoła w Bakałarzewie, gromadząc materiały budowlane. Plany te udało mu się zrealizować jedynie częściowo, budując dom parafialny (tzw. pogadankę), gdzie prowadził prace duszpasterską. Niestety, zgromadzone na budowę kościoła materiały zostały rozgrabione w sierpniu 1914 roku, tuż po wybuchu I wojny światowej. Po wybuchu pierwszej wojny światowej ks. Szczęsnowicz zaangażował się w pomoc poszkodowanym przez działania wojenne. W listopadzie 1914 r. wszedł w skład Suwalskiego Komitetu Obywatelskiego, powołanego przez władze rosyjskie do udzielania pomocy mieszkańcom powiatu. 10 stycznia 1915, po przeniesieniu do Suwałk, wybrany został prezesem Suwalskiego Komitetu Obywatelskiego. Do zadań tego Komitetu należał m.in. podział środków, otrzymanych z gubernialnego komitetu obywatelskiego i rozpatrywanie indywidualnych próśb o wsparcie. Ks. Szczęsnowicz określił sieć 4-6 osobowych komitetów gminnych i rejonowych w powiecie i wyznaczył do ich tworzenia pełnomocników. Został wybrany również przedstawicielem Komitetu Powiatowego w Gubernialnym Komitecie Obywatelskim. Z powodu lutowej ofensywy Niemców działalność komitetu suwalskiego została przerwana. Suwałki znalazły się pod okupacją niemiecką. Ks. Stanisław Szczęsnowicz pozostał w Suwałkach do końca wojny.
13 listopada 1918 powstała w Suwałkach Tymczasowa Rada Obywatelska Okręgu Suwalskiego, która przejęła od władz niemieckich administrację w powiecie augustowskim, sejneńskim i częściowo suwalskim. W skład Rady wszedł również ksiądz Szczęsnowicz. 11 grudnia 1918 Rada wysłała delegację w osobach ks. Stanisława Szczęsnowicza i Jana Schmidta do Warszawy, mającą na celu nakłonienie rządu polskiego do podjęcia działań na rzecz przyłączenia Suwalszczyzny do Polski. Ze względu na ogólną sytuacje polityczną w tamtym czasie sprawa ta nie mogła jeszcze być załatwiona po myśli mieszkańców miasta.
Wybory na Suwalszczyźnie odbyły się za zgodą Niemców dopiero 16 lutego 1919. Wyraźny sukces zanotowała lista nr 1 Związku Ludowo-Narodowego, na którą oddano  49 390 głosów (97%). Jako jeden z czterech posłów do Sejmu wybrany został ks. Stanisław Szczęsnowicz. Przedłużająca się okupacja niemiecka powodowała, że mieszkańcy regionu zaczęli oskarżać swych posłów o bezczynność. Tymczasem strona litewska uzyskała w maju 1919 r. akceptację przebiegu linii granicznej pozostawiającej Suwalszczyznę po stronie litewskiej. Ze względu na powyższe okoliczności, 27 czerwca 1919 roku  ksiądz poseł Szczęsnowicz złożył na ręce marszałka Sejmu wniosek wzywający Sejm do  podjęcia działań w celu uwolnienia Suwalszczyzny spod okupacji niemieckiej, wskazując jednocześnie na zagrożenia ze strony litewskiej. Jego wniosek był rozpatrywany przez Sejmową Komisję Spraw Zagranicznych i został przekazany do debaty plenarnej w Sejmie w dniu 2 lipca 1919 r. Kilka dni później, 9 lipca 1919 wygłosił swe najważniejsze polityczne przemówienie, w którym opisał panującą na Suwalszczyźnie sytuację. Mówił w nim o podziale etnicznym regionu, akcjach germanizacyjnych młodzieży szkolnej, zamknięciu szkół i niemieckich napadach na kościoły. Sejm, na wniosek Komisji Spraw Zagranicznych, podjął 9 lipca 1919 uchwałę, która wzywała rząd polski, do podjęcia działań na rzecz wyzwolenia regionu spod przedłużającej się niemieckiej okupacji. W dalszym etapie tego działania podsekretarz stanu w Ministerstwie Spraw Wewnętrznych, Władysław Skrzyński zwrócił się do Rady Najwyższej w Paryżu, a ta poleciła naczelnemu Wodzowi Armii Zjednoczonych wykreślić linie demarkacyjna pomiędzy Suwalszczyzną a krajami okupantów. Ferdinand Foch zaproponował, by linia przechodziła na północ od Wiżajn, Lubowa, Puńska, Sejn i Berżnik. Rada najwyższa 26 lipca 1919 ją zatwierdziła i dała rozkaz, by wojska okupantów do północy z 23 na 24 sierpnia 1919 opuściły te tereny. Na skutek niepowodzeń negocjacji pomiędzy stronami Polską i Litewską doszło do wybuchu wygranego przez Polaków powstania sejneńskiego. Swe starania o przyłączenie Suwalszczyzny do Polski ks. Szczęsnowicz opisał w wydanej własnym sumptem w roku 1934 w Łomży broszurze pt. „Historia uwolnienia Suwalszczyzny spod okupacji niemieckiej i litewskiej”. Przy okazji warto zauważyć, że wytyczenie Linii Focha przekreśliło wcześniejsze plany niemieckie utworzenia z tych ziem prowincji Nowe Prusy Wschodnie, o czym również pisze ks. S.Szczęsnowicz  w swej broszurze. 12 września 1919 roku miała miejsce wizyta Naczelnika Państwa i Naczelnego Wodza, Marszałka Józefa Piłsudskiego w Suwałkach, którego witał ks. S.Szczęsnowicz. Przemawiał on również w trakcie uroczystości poświęcenia i wręczenia 41 Pułkowi Piechoty sztandaru jako kapelan tego pułku.
Po wojnie z bolszewikami działał jako Nadzwyczajny Delegat Głównego Zarządu Polskiego Towarzystwa Czerwonego Krzyża do wykonywania nadzoru nad Organami P.T.C.K. Był także prezesem Rady Suwalskiego Chrześcijańskiego Towarzystwa Dobroczynności, a także był jego jedynym członkiem honorowym. Obok złożonego wniosku o uwolnienie Suwalszczyzny spod okupacji niemieckiej Szczęsnowicz zajmował głos na forum parlamentu także w sprawie likwidacji Rady Głównej Opiekuńczej. Ponadto stał na czele komisji aprowizacyjnej oraz odbudowy kraju. Działalność na forum parlamentarnym zakończył w roku 1922. Jako dziekan suwalski poświęcił 2 sierpnia 1924 kościół parafialny w Monkiniach i nadał mu tytuł Matki Bożej Anielskiej, a także zainicjował budowę kościoła w Żylinach i 26 sierpnia 1926 dokonał jego poświęcenia.

### Dalsze lata
W listopadzie 1929 ksiądz Stanisław Szczęsnowicz został proboszczem kościoła katedralnego w Łomży i dziekanem łomżyńskim, stając się jednocześnie bliskim współpracownikiem ks. biskupa Stanisława Łukomskiego. Od września 1934 był w okręgu łomżyńskim asystentem kościelnym Akcji Katolickiej. Parafia bakałarzewska powróciła do planów budowy nowego kościoła, odstępując od wcześniejszych planów przygotowanych przez Szczęsnowicza. Uroczyste poświęcenie kościoła z udziałem księdza Szczęsnowicza miało miejsce 14 czerwca 1936. Wybuch drugiej wojny światowej zastał go w Łomży. Zmarł 24 marca 1944 i został pochowany na miejscowym cmentarzu.

## Życie prywatne
Ksiądz poseł Stanisław Szczęsnowicz miał dwóch braci: Aleksandra i Antoniego, a także siostrę Feliksę. Jego krewnym jest profesor Tadeusz Trzaskalik.